# Она Батльє
Она Батльє (ісп. Ona Batlle; 10 червня 1999) — іспанська футболістка, котра грає на позиції крайньої захисниці у «Манчестер Юнайтед» та жіночій збірній Іспанії.